# David Pittu
David Pittu (Fairfield (Connecticut), 4 april 1967) is een Amerikaans acteur.

## Biografie
Pittu studeerde in 1989 af aan de Tisch School of the Arts in Manhattan (New York). 

## Filmografie

### Films
Uitgezonderd korte films.
- 2024 Haze - als mr. Foster
- 2023 Atrabilious  - als Dominick Calderon
- 2023 Our Son - als Ian
- 2023 Sharper - als David / advocaat
- 2017 Submission - als Bernard Levy
- 2016 Café Society - als Roger
- 2015 Emily & Tim - als Tim
- 2015 Irrational Man - als professor
- 2014 True Story - als Marcus
- 2012 Men in Black III – als Roman de leugenaar
- 2009 The Invention of Lying – als gids
- 2006 Shortbus – als Jacuzzi Hunter
- 2005 King Kong – als Weston
- 1998 Rear Window – als Gay Mate
- 1998 Somewhere in the City – als agent van Graham
- 1997 The Spanish Prisoner – als manager van resort
- 1996 Ed's Next Move – als kamergenoot van Fiche Lock
- 1995 The Jerky Boys – als portier

### Televisieseries
Uitgezonderd eenmalige gastrollen.
- 2022 Uncoupled - als Dennis - 2 afl.
- 2021 Halston - als Joe Eula - 5 afl.
- 2020 The Plot Against America - als Irv Simkowitz - 2 afl.
- 2016 House of Cards - als dr. Saxon - 3 afl.
- 2015 The Knick - als dr. Phelps - 2 afl.
- 2002 – 2014 Law & Order: Special Victims Unit – als advocaat Linus Tate – 7 afl.
- 2012 Made in Jersey - als Vogel - 2 afl.
- 2011 Pan Am – als Paul Gilbert - 2 afl.
- 2010 – 2012 The Good Wife – als Spencer Roth – 2 afl.
- 2011 Damages – als Jack Shaw – 5 afl.
- 2009 Rescue Me – als Charles – 2 afl.

### Computerspellen
- 2010 Red Dead Redemption – als stemmen
- 2006 Neverwinter Nights 2 – als stemmen
- 2003 Manhunt – als Smilies

## Theaterwerk opBroadway
- 2016 - 2017 The Front Page - als Schwartz
- 2007 – 2008 Is He Dead? – als Basil Thorpe / Claude Riviere / Charlie / Koning van Frankrijk
- 2007 Lovemusik – als Bertolt Brecht
- 2007 The Coast of Utopia (Part 3 – Savage) – als Vetoshnikov
- 2006 – 2007 The Coast of Utopia (Part 2 – Shipwreck) – als Benoit / Rocca
- 2006 – 2007 The Coast of Uropia (Part 1 – Voyage) – als Nicholas Polevoy
- 2003 – 2004 Never Gonna Dance – als Ricardo Romero
- 1989 – 1990 The Tenth Man – als Kessler

- Gemeinsame Normdatei: 1075032350
- International Standard Name Identifier: 0000 0000 4589 423X
- Library of Congress Control Number: no2003058961
- MusicBrainz: ea6df2fd-f3d0-4505-90c5-6f06c0246f2b
- Nationale Bibliotheek van Israël: 987007415347005171
- Virtual International Authority File: 166149066395465601008